# ياسوشي أكيموتو
ياسوشي أكيموتو (باليابانية: 秋元康 ) (و. 1958  م) هو منتج أسطوانات، وشاعر غنائي، ومُعِد محتوى برنامج ‏، ومخرج أفلام، وكاتب سيناريو، وكاتب أغاني ياباني، ولد في ميغورو، طوكيو.

## التعليم
تعلم في جامعة شوؤو.

## جوائز
حصل على جوائز منها:
- جائزة آني.

## وصلات خارجية
- ياسوشي أكيموتو على موقع IMDb (الإنجليزية)
- ياسوشي أكيموتو على موقع ألو سيني (الفرنسية)
- ياسوشي أكيموتو على موقع ميوزك برينز (الإنجليزية)
- ياسوشي أكيموتو على موقع ميوزك برينز (الإنجليزية)
- ياسوشي أكيموتو على موقع أول موفي (الإنجليزية)
- ياسوشي أكيموتو على موقع قاعدة بيانات الأفلام السويدية (السويدية)
- ياسوشي أكيموتو على موقع أول ميوزيك (الإنجليزية)
- ياسوشي أكيموتو على موقع ديسكوغز (الإنجليزية)
- ياسوشي أكيموتو على موقع قاعدة بيانات الفيلم (الإنجليزية)
- ياسوشي أكيموتو على موقع كينوبويسك (الروسية)